# Leiogonopus echinus
Leiogonopus echinus är en mångfotingart som beskrevs av Loomis 1964. Leiogonopus echinus ingår i släktet Leiogonopus och familjen Fuhrmannodesmidae. Inga underarter finns listade i Catalogue of Life.